# Panchagarh
Panchagarh är en ort i Bangladesh.   Den ligger i provinsen Rangpur, i den nordvästra delen av landet, 300 km nordväst om huvudstaden Dhaka. Panchagarh ligger 79 meter över havet och antalet invånare är 48 531.